# Eduard Canimas
Eduard Canimas i Brugué (San Felíu de Pallarols, 6 de junio de 1965) es un músico, cantante y compositor español, reconocido por su asociación con la banda Zitzània y por su carrera en solitario, en la que ha publicado hasta la fecha cuatro álbumes de estudio.

## Biografía
Comenzó su trayectoria musical la década de 1980 tocando en bares de Gerona con su amigo Adrià Puntí, con quien versionaba canciones desde Lou Reed hasta Pau Riba o David Bowie. Los años siguientes formó y lideró el grupo Zitzània, con el que grabó la maqueta Orquídies i ortopèdies y un disco larga duración, titulado La peixera dels tòtils.
En 2003 grabó su primer disco en solitario con la colaboración de Pau Riba, titulado Canimas i rebentas. La canción "Merry Christmas", perteneciente al álbum, ganó el premio Cerverí en la categoría de mejor letra por votación popular. Tres años después publicó su segunda producción discográfica, de nombre Noh iha crisi, seguida de Sagrat cor en 2010, y Un pam de net de 2016.

## Discografía

### Con Zitzània
- Orquídies i ortopèdies (1994)
- La peixera dels tòtils (1997)

### Como solista
- Canimas i rebentes (2003)
- Noh iha crisi (2006)
- Sagrat cor (2010)
- Un pam de net (2016)